# 东汉与西域各国的战争
东汉在西域的战争，东汉永平十六年（73年）至汉灵帝末年（175年），东汉与北匈奴争夺西域各国控制权的战争。
位于今新疆地区聽從汉朝的西域诸国，可分为三部分：伊吾卢、车师、鄯善国属于天山东麓，焉耆、龟兹、温宿国属天山北路，于阗、莎车国、疏勒国属天山南路。东汉初年，汉光武帝无暇顾及西域，西域局势混乱。北道各国臣属于匈奴，南道各国互相争战不休。北匈奴控制了天山北路，并且征服了南路大国于阗，利用西域的资源，侵略东汉边境。东汉为了外通商道、内安边境，开始出师西域。
永平十六年（73年）二月，汉明帝派奉车都尉窦固和耿忠率军在蒲类海击败北匈奴，攻占伊吾卢，然后，窦固派班超和从事郭恂率三十六人出使西域。班超致力于打通匈奴控制的南道，收服鄯善、于阗、疏勒。永平十七年（74年）十一月，奉车都尉窦固和驸马都尉耿秉再次西征，在蒲类海击败北匈奴白山部，使车师前国、车师后国降汉。东汉重设西域都护、戊己校尉。永平十八年（75年）三月，北匈奴出动二万骑兵反攻车师，包围金满城、柳中。十一月，北道焉耆、龟兹联兵攻杀西域都护陈睦、副校尉郭恂。车师后王也反汉附匈奴。汉章帝即位后，采纳班固的建议，建初元年（76年）正月，酒泉郡太守段彭与鄯善在柳中会师，攻破交河城，车师前国归汉。段彭派范羌从疏勒城救出耿恭。后来汉章帝因国内不稳，放弃西域，班师回京。次年撤退出伊吾卢的屯田，北匈奴重新占据西域。
班超被于阗、疏勒挽留，于是击败尉头国，再定疏勒，以疏勒国经营西域。这时候，北道诸国与莎车国依附北匈奴，南道其他国家于阗、疏勒归附东汉。北匈奴赋役繁重，西域诸国还是想要归附汉朝。建初三年（78年），班超率领于阗、康居、拘弥、疏勒等国万余人攻破姑墨，使北道的龟兹孤立。班超向朝廷求援，汉章帝派徐干为假司马，率一千人援助班超。疏勒都尉番辰投靠龟兹，班超和徐干合兵击败番辰，第三次平定疏勒。元和元年（84年），汉章帝派假司马和恭率兵八百援助班超。这年冬天，班超率领疏勒、于阗大军从东西夹击莎车。疏勒王忠反汉，康居王派兵帮助疏勒抗击班超。班超围攻莎车国不下。章和元年（87年）班超率领于阗兵马二万五千，再次攻打莎车，龟兹派温宿、姑墨、尉头五万余人攻打莎车。班超出其不意攻打莎车大营，莎车投降，龟兹撤退，南路全部归汉。北道焉耆、龟兹还是依附北匈奴。汉和帝永元元年（89年）至永元三年（91年）窦宪北征北匈奴，燕然勒石，使其西迁。永元二年（90年）五月，班超击退大月氏副王谢七万人。永元三年（91年）姑墨、温宿、龟兹归附汉朝，西域平定，汉朝再设西域都护和戊己校尉。以班超为西域都护，驻守龟兹。六年秋，班超又率领龟兹、鄯善八国军队七万人攻打焉耆、尉犁、危须三国，诱杀焉耆王广、尉犁王泛，另立为三国国王。于是西域五十余国全部归附东汉。
永元十四年（102年）八月，班超回朝，任尚为西域都护。任尚做官严苛，西域诸国又反。延平元年（106年）九月，西域各国起兵在疏勒国攻打任尚。东汉派兵支援，改派段禧为都护，平叛。次年，东汉调回段禧，北匈奴再次占据伊吾卢，击杀东汉长史索班，攻占北道各地。延光二年（123年），汉安帝派班超之子班勇为西域长史，率军五百出屯柳中。延光三年（124年）正月，班勇收服鄯善、龟兹、姑墨、温宿。同时率领各国兵马进攻车师前国。四年（125年），班勇率领敦煌、张掖、酒泉三郡兵马和鄯善国兵平定车师后王军就。永建元年（126年）冬，班勇联合西域兵击败北匈奴呼衍王。永建二年（127年）班勇联合西域兵会同敦煌太守张朗两路进攻，使焉耆投降。东汉再通西域。残留在天山的北匈奴仍侵扰汉朝。永和二年（137年）、阳嘉元年（151年）东汉两次击败北匈奴，匈奴势力完全被汉朝驱除。元嘉二年，西域长史王敬被于阗杀死。永兴元年（153年），车师后部王阿罗多起兵反汉。汉灵帝末年，黄巾之亂爆发，汉朝完全失去了对西域的控制。